# Bopfingen
Bopfingen (/ˈbɔpfɪŋən/) est une ville de Bade-Wurtemberg (Allemagne), située dans l'arrondissement d'Ostalb, dans la région de Wurtemberg-de-l'Est, dans le district de Stuttgart.

## Géographie

### Localisation
La commune de Bopfingen est traversée par deux rivières: l'Eger et Sechta et est entourée par deux grandes villes Aalen et Nördlingen.

### Communes limitrophes
Communes limitrophes : De nombreux hameaux bordent la ville dont Flochberg, Schloßberg, Kerkingen, Trochtelfingen, Oberdorf, Baldern, Aufhausen, Unterriffingen, etc.

### Géologie
La ville fait partie de la région du Ries, une région formé par l'impact d'une météorite, l'un des deux cas en Europe l'autre étant arrivé en Limagne, en France, ce qui a mélangé les couches géologiques. Au nord de la cité se situe un plateau l'Ipf (668 m).

## Histoire

### Préhistoire
L'Ipf est occupé dès le Néolithique on y a retrouvé des restes d'un campement préhistorique.

### Antiquité
Lors de l'Antiquité, un prince celte fut assiégé sur l'Ipf qui était alors une résidence princière.

## Administration
Bopfingen est jumelée avec la ville de Beaumont dans le Puy-de-Dôme en Auvergne depuis 1989, elle est aussi jumelée avec la ville de Russi près de Ravenne dans la région d'Émilie-Romagne en Italie depuis 1996.

## Population et société

### Démographie
| population                   | homme | femme | total |
| ---------------------------- | ----- | ----- | ----- |
| Bopfingen et ses villages    | 5952  | 6081  | 12033 |
| Bopfingen (ville principale) | 2591  | 2639  | 5230  |
| Flochberg                    | 358   | 385   | 743   |
| Scloßberg                    | 492   | 501   | 993   |
| Kerkingen                    | 476   | 487   | 963   |
| Trochtelfingen               | 432   | 456   | 888   |
| Oberdorf                     | 738   | 743   | 1481  |
| Baldern                      | 193   | 228   | 421   |
| Aufhausen                    | 431   | 417   | 848   |
| Unterriffingen               | 241   | 225   | 466   |

### Établissement éducatif
Ostalb-Gymnasium (collège/lycée au niveau élevé) , Realshule (collège niveau moyen), Hauptshule (collège niveau faible) , Grundschule (école primaire) , kindergarten (école maternelle).

## Culture
L'Ipfmesse est une fête foraine qui a débuté il y a de cela 200 ans et qui attire encore aujourd'hui beaucoup de monde.

### Édifices
Un château fort en ruines près de Schloßberg, le château Baldern, des synagogues et des églises.

## Personnage issus de Bopfingen
- Georg Ludwig Herrnschmidt (1712-1779), théologien protestant
- Albert Schieber (1875-1946), architecte
- Otto Ferdinand Rettenmaier (1902-1988), professeur à la grande école pédagogique Gmünd
- Richard Schieber (†1994), commerçant
- Marianne Fuchs (1908-2010), professeur et auteur
- Heinrich Hiesinger (*1960), manager industriel
- Andreas Tuffentsammer (*1986)

## Jumelages
| Ville | Ville     | Pays | Pays   | Période                   |
| ----- | --------- | ---- | ------ | ------------------------- |
|       | Beaumont, |      | France | depuis le 29 avril 1989   |
|       | Russi     |      | Italie | depuis le 11 octobre 1996 |

Bopfingen, Beaumont et Russi constituent un cas de jumelage tripartite.